# پیتسبورگ پست گزت
پیتسبورگ پست گزت (انگلیسی: Pittsburgh Post-Gazette) که به سادگی با عنوان PG نیز شناخته می‌شود، بزرگترین روزنامه ای است که در کلان‌شهر پیتسبورگ منتشر می‌شود.